# Мельников Микита Васильович
Микита Васильович Мельников  (рос. Никита Васильевич Мельников; нар. 27 червня 1987, місто Шахти, Ростовської області) — російський борець греко-римського стилю, чемпіон світу, чемпіон Європи, триразовий призер кубків світу, триразовий чемпіон Росії (2010, 2011, 2013). Срібний призер чемпіонату Росії (2012). Чемпіон Всесвітньої Універсіади (2013). Заслужений майстер спорту Росії з греко-римської боротьби.

## Біографія
Боротьбою займається з 1994 року. У збірній Росії з 2012 року.
Студент Інституту фізичної культури, спорту і туризму Сибірського федерального університету.
Тренер — заслужений тренер Росії М. О. Гамзін.
Нагороджений Почесною грамотою Президента Російської Федерації (19 липня 2013 року).

## Спортивні результати на міжнародних змаганнях

### Виступи на Чемпіонатах світу
| Змагання                        | Збірна | Вагова категорія                 | Місце  |
| ------------------------------- | ------ | -------------------------------- | ------ |
| Чемпіонат світу з боротьби 2013 | Росія  | греко-римська боротьба, до 96 кг | Золото |

### Виступи на Чемпіонатах Європи
| Змагання                         | Збірна | Вагова категорія                 | Місце  |
| -------------------------------- | ------ | -------------------------------- | ------ |
| Чемпіонат Європи з боротьби 2013 | Росія  | греко-римська боротьба, до 96 кг | 8      |
| Чемпіонат Європи з боротьби 2016 | Росія  | греко-римська боротьба, до 98 кг | Золото |
| Чемпіонат Європи з боротьби 2017 | Росія  | греко-римська боротьба, до 98 кг | 14     |

### Виступи на Кубках світу
| Змагання                    | Збірна | Вагова категорія                 | Місце  |
| --------------------------- | ------ | -------------------------------- | ------ |
| Кубок світу з боротьби 2012 | Росія  | греко-римська боротьба, до 96 кг | 12     |
| Кубок світу з боротьби 2013 | Росія  | греко-римська боротьба, до 96 кг | Бронза |
| Кубок світу з боротьби 2014 | Росія  | греко-римська боротьба, до 98 кг | Срібло |
| Кубок світу з боротьби 2015 | Росія  | греко-римська боротьба, до 98 кг | Срібло |

### Виступи на інших змаганнях
| Змагання                                                  | Збірна | Вагова категорія                 | Місце  |
| --------------------------------------------------------- | ------ | -------------------------------- | ------ |
| Турнір Івана Піддубного 2010                              | Росія  | греко-римська боротьба, до 96 кг | 5      |
| Турнір Івана Піддубного 2011                              | Росія  | греко-римська боротьба, до 96 кг | Бронза |
| Гран-прі Словенії з боротьби 2011                         | Росія  | греко-римська боротьба, до 96 кг | Золото |
| Кубок Владислава Питласинські 2011                        | Росія  | греко-римська боротьба, до 96 кг | Бронза |
| Вогні Москви 2011                                         | Росія  | греко-римська боротьба, до 96 кг | Золото |
| Меморіал Олега Караваєва 2011                             | Росія  | греко-римська боротьба, до 96 кг | Золото |
| Турнір Івана Піддубного 2012                              | Росія  | греко-римська боротьба, до 96 кг | Срібло |
| Золотий Гран-прі з боротьби 2012 (Стамбул)                | Росія  | греко-римська боротьба, до 96 кг | Золото |
| Кубок Азовмаша 2012                                       | Росія  | греко-римська боротьба, до 96 кг | Золото |
| Чемпіонат світу з боротьби серед студентів 2012           | Росія  | греко-римська боротьба, до 96 кг | Золото |
| Вогні Москви 2012                                         | Росія  | греко-римська боротьба, до 96 кг | Золото |
| Кубок Президента Казахстану з боротьби 2012               | Росія  | греко-римська боротьба, до 96 кг | Золото |
| Турнір Івана Піддубного 2013                              | Росія  | греко-римська боротьба, до 96 кг | Золото |
| Літня Універсіада 2013                                    | Росія  | греко-римська боротьба, до 96 кг | Золото |
| Кубок Бразилії з боротьби 2013                            | Росія  | греко-римська боротьба, до 96 кг | Золото |
| Турнір Івана Піддубного 2014                              | Росія  | греко-римська боротьба, до 98 кг | Срібло |
| Турнір Володимира Чебоксарова 2014                        | Росія  | греко-римська боротьба, до 98 кг | Золото |
| Вогні Москви 2014                                         | Росія  | греко-римська боротьба, до 98 кг | Золото |
| Меморіал Олега Караваєва 2014                             | Росія  | греко-римська боротьба, до 98 кг | Золото |
| Кубок Президента Казахстану з боротьби 2015               | Росія  | греко-римська боротьба, до 98 кг | Золото |
| Всесвітні ігри військовослужбовців 2015                   | Росія  | греко-римська боротьба, до 98 кг | Золото |
| Кубок Алроси 2015                                         | Росія  | греко-римська боротьба, до 98 кг | Золото |
| Меморіал Олега Караваєва 2015                             | Росія  | греко-римська боротьба, до 98 кг | Золото |
| Турнір Івана Піддубного 2016                              | Росія  | греко-римська боротьба, до 98 кг | Золото |
| Гран-прі Іспанії з боротьби 2016                          | Росія  | греко-римська боротьба, до 98 кг | Золото |
| Меморіал Болата Турлиханова 2016                          | Росія  | греко-римська боротьба, до 98 кг | Золото |
| Турнір Івана Піддубного 2017                              | Росія  | греко-римська боротьба, до 98 кг | Золото |
| Чемпіонат Росії з боротьби 2017                           | Росія  | греко-римська боротьба, до 98 кг | Бронза |
| Чемпіонат світу з боротьби серед військовослужбовців 2017 | Росія  | греко-римська боротьба, до 98 кг | Золото |

### Виступи на змаганнях молодших вікових груп
| Змагання                                       | Збірна | Вагова категорія                 | Місце  |
| ---------------------------------------------- | ------ | -------------------------------- | ------ |
| Чемпіонат Європи з боротьби серед юніорів 2007 | Росія  | греко-римська боротьба, до 96 кг | Золото |
| Чемпіонат світу з боротьби серед юніорів 2007  | Росія  | греко-римська боротьба, до 96 кг | 5      |
| Чемпіонат Європи з боротьби серед кадетів 2004 | Росія  | греко-римська боротьба, до 76 кг | Золото |